# Марко да Гальяно
Марко да Гальяно (італ. Marco da Gagliano; 1 травня 1582 — 25 лютого 1643) — італійський композитор, зробивши значний внесок в становлення та розвиток опери як жанру.

## Життєпис
Родина походила з села Гальяно неподалік міста Барберино-ді-Муджелло. Син Зенобі да Гальяно, різьбяра. Народився у Флоренції 1582 року. Спочатку вивчав родинну справу. Потім навчався в релігійному братстві «Товариство архангела Рафаїла» (італ. Compagnia dell'Arcangelo Raffaello). де отримав знання з богослов'я й отримав сан священника. Тут затоваришував зі спадкоємцем тосканського трону Козімо.
Продовжив освіту в композитора Луки Баті. З 1602 року був помічником останнього (Баті очолював хор) в церкві Сан-Лоренцо. Навчав клірів співу та відповідав за виконання музики під час Страсного тижня.
У 1607 році разом з Оттавіо Рінуччіні та Якопо Пері був одним із головних засновників музичної установи «Академії Піднесених» (італ. Accademia degli Elevati). Невдовзі він поїхав до Мантуї, де виконував замовлення герцога Вінченцо I Гонзага для його синів Франческо і Фердинандо.
У 1609 році повернувся до Флоренції, щоб стати очолити капелу в «Товаристві архангела Рафаїла» та став хормейстером собору Санта-Марія-дель-Фьоре у Флоренції. Пізніше того ж року отримує також посаду каноніка церкви Сан-Лоренцо, а 1611 року — очільника капели двору великого герцога Тосканського, яку він обіймав до самої смерті. 1614 року стає апостольським протонотаром.
З 1631 року мав проблеми зі здоров'ям. Помер у 1643 році.

## Творчість
Є автором духовної та світської музики. Його доробок складає 14 опер, з яких збереглися дві: «Дафна» (1608 рік) і «Флора» (1628 рік) на лібрето Андреа Сальвадорі. Перша була визнана найкращою постановкою лібрето Оттавіо Рінучині. Гальяно переробив оперу того для лібрето настільки, що подекуди неможливо знайти слідів оригіналу.
Інша музика включає світські монодії та численні мадригали. У 1602 році випустив першу збірку мадригалів, а до 1607 року — ще 4. Більшість мадригалів написані в стилі, що нагадує пізнє Відродження, виконуються а капела. Поєднання прогресивних і консервативних тенденцій можна побачити в усій його музиці: деякі з його духовної музики у стилі prima prattica попереднього століття, тоді як інші твори демонструють вплив венеційської школи.
Крім того, був співаком і інструменталістом, який розважав приватно членів династії Медічі. Він часто співпрацював з Якопо Пері та Франческою Каччіні для створення музики для танців, маскарадів та інших розваг для флорентійських карнавалів при дворі Медічі.
Популярність його творів зменшилася після смерті.